# ستيفنسون ارتشر (سياسي)
ستيفنسون ارتشر (بالإنجليزية: Stevenson Archer)‏ هو محامي وسياسي أمريكي، ولد في 28 فبراير 1827، وتوفي في 2 أغسطس 1898. حزبياً، نشط في الحزب الديمقراطي. وقد انتخب أمين صندوق الدولة ‏ وانتخب عضو مجلس النواب لولاية ماريلند وانتخب عضو مجلس النواب الأمريكي.